# Госен
Госен (официальное название — Республика Госен) — существовавшая непродолжительное время на юге Африки бурская республика, основанная африканерами, выступавшими против британского правления в регионе.
Госен, располагавшийся на территории народа тсвана к западу от Трансвааля, существовал как независимая нация непродолжительное время: в 1882—1883 годах это была независимая Республика Госен, а в 1883—1885 годах после объединения со Стеллаландом она находилась в составе Соединённых Штатов Стеллаланда.
На протяжении своей истории, несмотря на малую площадь, Госен являлся предметом спора между Трансваалем и Британской империей, являвшимися двумя основными претендентами на его территорию. В итоге Соединённые Штаты Стеллаланда оказались в составе британских владений — сначала Бечуаналенда, затем Капской колонии.

## История
До провозглашения Госена данная территория находилась под контролем враждовавших друг с другом групп тсвана и гриква; одновременно на неё претендовала и Великобритания, стремясь включить её в состав формирующегося в то время протектората Бечуаналенд. Две группы коренных местных жителей, которые британцы считали «дружественными» им, возглавлялись вождями Манкурване и Монтшивой; ещё две подчинялись вождям Мошоэтте и Массоу.
В середине XIX века в регионе утвердились фуртреккеры — переселенцы-буры, которые в начале 1880-х годов начали поддерживать Мошоэтте в его борьбе против Манкурване и Монтшивы, участвуя в осаде Мафикенга, главной крепости Монтшивы. 24 октября 1882 года она была захвачена, после чего между Монтшивой и Мошоэтте был подписан мирный договор. Мошоэтте в знак благодарности уступил большую часть земель уже разбитого к тому времени Манкурване (416 ферм площадью в 3000 моргов (2,563 га) каждая) поддерживавшим его наёмникам-бурам.
Последние во главе с Николасом Клавдием Геем ван Питтием, бывшим членом народного совета Трансвааля, немедленно провозгласили независимость (официально о ней было объявлено 21 ноября 1882 года), назвав новое государство в честь земли Гесем, упоминавшейся в «Книге Бытия»; столицей был объявлен Ройгронд.

## География
Площадь Госена составляла 10400 км²; его граница на севере (с Трансваалем) проходила по реке Молопо. Население страны составляло 17000 человек, порядка 2000 из которых было европейского происхождения. Столица Госена, город Ройгронд, на деле представляла собой нечто вроде укреплённой фермы, на территории которой располагалось лишь несколько хижин и где проживало всего несколько десятков человек; она располагалась невдалеке от Мафикенга.
Флаг Госена, разработанный Геем ван Питтием, был принят в начале 1883 года и состоял из горизонтальных чёрной, белой и красной полос с зелёной вертикальной полосой в левой части.

## Объединение со Стеллаландом
Менее чем через год после провозглашения независимости, 6 августа 1883 года, Госен объединился с соседней бурской республикой — Стеллаландом, результатом чего стало провозглашение 11 октября того же года Соединённых Штатов Стеллаланда.
В мае 1884 года Монтшива нарушил заключённый мирный договор, что привело к возобновлению боевых действий между ним и Мошоэтте, из которых последний вышел победителем благодаря поддержке буров. По новому мирному договору Соединённым Штатам Стеллаланда отходили все владения Монтшивы, за исключением оставленных его людям 250 км².
Британское правительство первоначально не обратило внимание на провозглашение независимости Госена и Стеллаланда, однако в скором времени Сесил Родс начал убеждать правительство Капской колонии в необходимости установления силового контроля над их территорией, поскольку республики блокировали транзит товаров между Капской колонией и британскими владениями на севере южной части Африки (называвшимися тогда Британской Центральной Африкой).
В рамках своего плана по присоединению Соединённых Штатов Стеллаланда к Британской империи Родс и Фрэнк Томпсон в сентябре 1884 года отправились в Стеллаланд с целью убедить местных жителей в том, что подчинение колониальным властям в Кейптауне принесёт им выгоды. Многие жители Стеллаланда поддержали идею Родса, однако в Госене к ней оказались настроены гораздо более враждебно, вследствие чего Родс даже не пересёк условную границу Госена и Стеллаланда, а в Ройгронд для переговоров с президентом ван Питтием, жившим в палатке, отправился один Томпсон. По прибытии Томпсон был немедленно арестован по приказу ван Питтия, но затем отпущен на свободу, дабы передать Родсу, что Госен считает себя независимым государством и требует от Великобритании признания своей независимости.
16 сентября 1884 года в ответ на действия Родса президент Трансвааля Пауль Крюгер объявил об аннексии Трансваалем Госена и Стеллаланда «в интересах гуманности», а 3 октября в Ройгронд прибыл министр образования Трансвваля преподобный Стефан дю Туа, который произнёс там пламенную речь, объявил о переименовании города в Гелиополис и поднял флаг Трансвааля.
Британцы после этих событий объявили Крюгеру, что не признают данную аннексию, и в декабре 1884 года на территорию Госена и Стеллаланда вступил отряд из 4000 британских солдат из Бечуаналенда под командованием Чарльза Уоррена, целью которого было заставить буров капитулировать. Англичане не встретили сопротивления, и Госен и Стеллаланд в итоге были 30 сентября 1885 года включены в состав Бечуаналенда в качестве отдельной административной единицы. 3 октября 1895 года эта территория уже без какой-либо автономии была включена в состав Капской колонии.